# آن شابمان
آن شابمان (بالفرنسية: Anne Chapman)‏ هي عالمة الإنسان أمريكية وفرنسية، ولدت في 28 نوفمبر 1922 في لوس أنجلوس في الولايات المتحدة، وتوفيت في 12 يونيو 2010 في باريس في فرنسا.